# 글리제 674 b

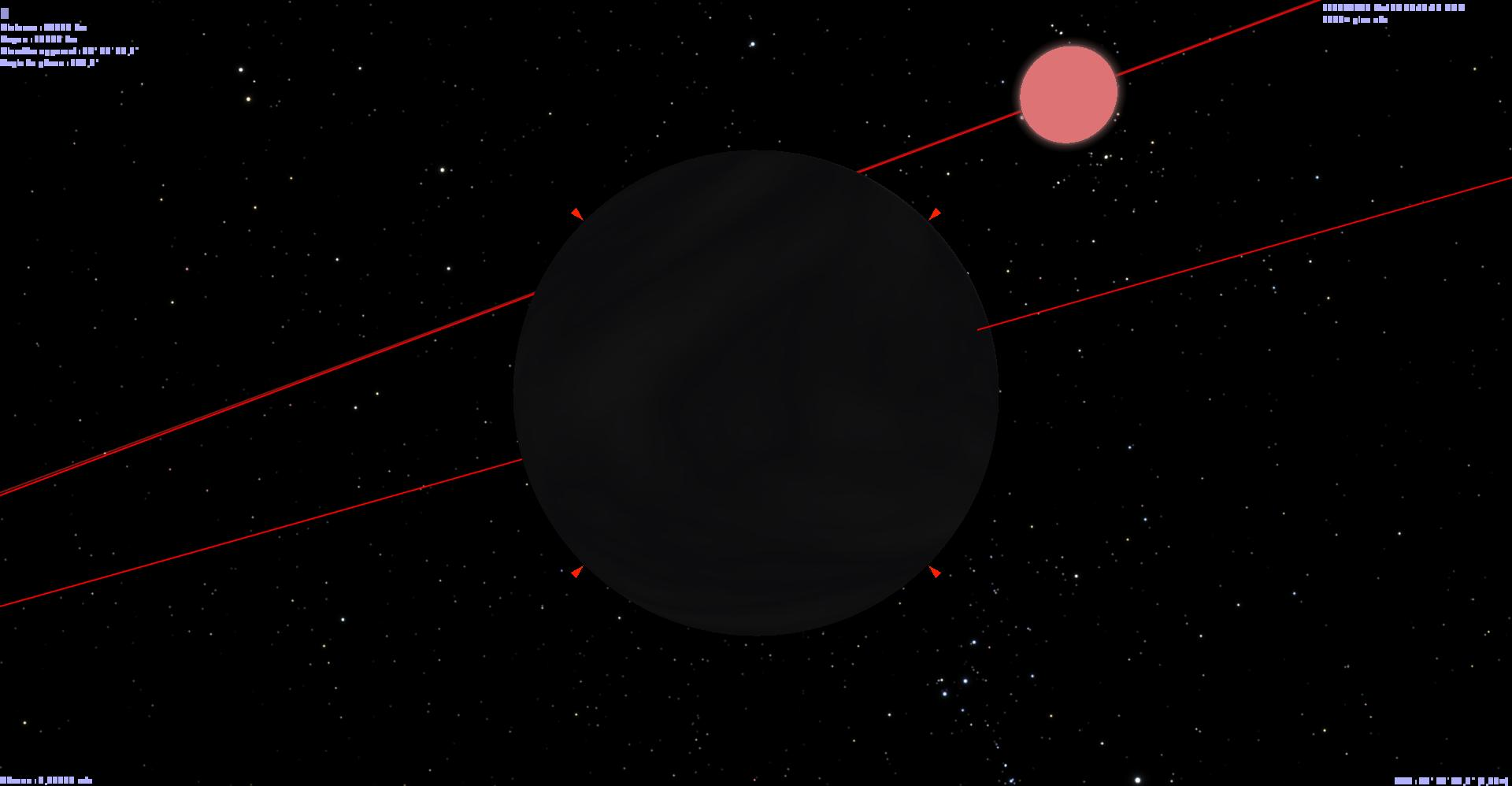

글리제 674 b는 제단자리 방향으로 지구로부터 약 15광년 떨어진 곳에 있는 외계 행성이다. b는 항성으로부터 매우 가까운 거리에 있다. 질량은 해왕성 또는 천왕성보다 약간 작은 정도 또는 슈퍼지구급이다. 항성으로부터의 거리는 0.039 천문단위로 1회 공전에 드는 시간은 4.6938일이다. 궤도이심률은 수성과 거의 비슷하다(e=0.2). 2007년 1월 7일 칠레 라 실라 천문대 유럽 우주국 소유 3.6미터 망원경에 장착된 HARPS 분광사진기를 이용, 발견했다.